# The master of tai chi
The master of tai chi is een Hongkongse TVB-serie uit begin 2008. De serie gaat over kungfuscholen ten tijde van de Chinese Republiek. De serie is in Shanghai, Kunming en Jianshui in Yunnan opgenomen.
In The master of tai chi speelt de kungfu icoon Vincent Zhao een hoofdrol. Het is zijn eerste serie die voor de Hongkongse kijkers was gemaakt. Op verzoek van Vincent Zhao is zijn spelersnaam van 'Wen Zhiu' naar 'Mo Ma' veranderd.

## Rolverdeling
- Vincent Zhao als Mo Ma/巫馬
- Melissa Ng als Song Ching/桑青
- Raymond Lam als Tuen Hiu-Sing/段曉星
- Myolie Wu als Yin Chi-Kwai/言子規
- Kenneth Ma als Mai Fung-Nin/米豐年
- Selena Li als Yin Chui-Kiu/言翠翹
- Paul Chun als Tuen Tai-Bak/段泰北
- David Chiang als Mo Jik/巫直